# رين سبتي
رين سبتي(14 يناير -) عارضة أزياء ومقدمة برامج لبنانية

## حياتها ومشوارها المهني
بدأت مشوارها في عرض الأزياء منذ سن الخامسة عشرة حيث قدمت عروضا لكثير من المصممين العرب امثال زهير مراد إيلي صعب والعالميين
شاركت عام 1998 في مسابقة انتخاب ملكة جمال لبنان وحصدت لقب ملكة الأناقة  ، كما ربحت مسابقة وكالة ايليت للموضة في سن السادسة عشرة وأصبحت وجها اعلانيا للكثير من الماركات العالمية
عملت أيضا في وكالة نضال بشراوي للازياء شاركت الفنان عاصي الحلاني في كليب  دايم دوم  عام 2001 من إنتاج روتانا كما ظهرت في الكثير من الاعلانات الدعائية لصالح شبكة راديو وتلفزيون العرب
في أكتوبر 2015 أطلقت حملة عبر مواقع التواصل للوقاية من سرطان الثدي الذي يخصص له هذا الشهر للإضاءة عليه في كل أنحاء العالم، وتشجيع النساء على الخضوع للفحصوص اللازمة والكشف المبكر.

### إنطلاقتها في التلفزيون
كانت خطوتها الأولى في مجال التلفزيون في شبكة أوربت الإعلامية ثم إنتقلت إلى قناة روتانا موسيقى عند افتتاحها عام 2003 تنقلت بين قنوات المؤسسة اللبنانية للإرسال وأو تي في وحاليا في إذاعة البلد تقدم برنامجا مع الإعلامي وليد فريجي عام 2020 خاضت أول تجربة تمثيلية في مسلسل دانتيل

## البرامج التي قدمتها
| البرنامج            | القناة           |
| ------------------- | ---------------- |
| شبيك لبيك، على زوقك | روتانا موسيقى    |
| ب بيروت             | ال بي سي         |
| كوميكاز             | ال بي سي         |
| خدني معك            | أو تي في (لبنان) |
| غالا شو             | إذاعة البلد      |
| لمتنا أحلى          | العربي الجديد    |